# 남성 임신

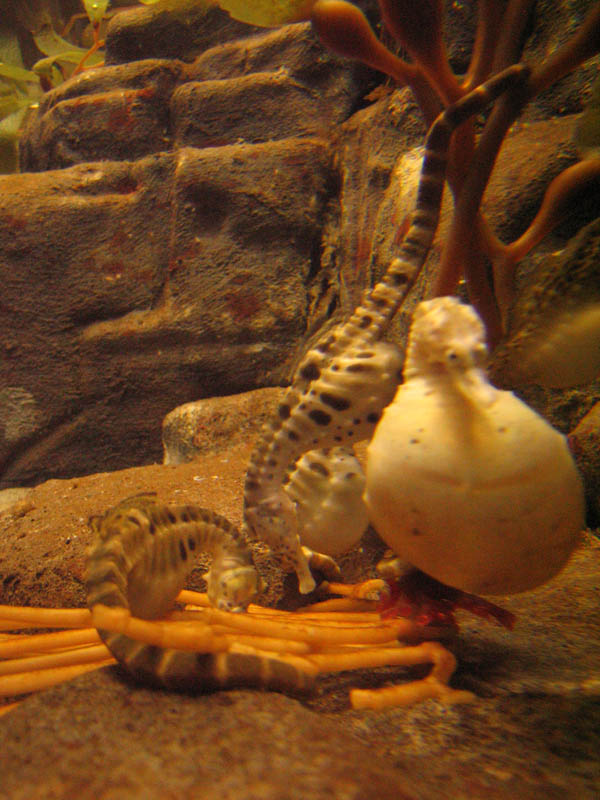
수컷 해마의 임신

남성 임신은 1명 이상의 태아를 어떠한 생물종의 수컷이 체내에 임신하는 것이다.
대부분의 동물에 있어서 임신은 여성에게서 일어나는 일이지만, 해마와 같은 동물은 육아낭을 통해 새끼를 키우기도 한다.
미국 오리건주의 토마스 비티(Thomas Beatie)라는 트랜스남성이 임신을 해서 화제가 되기도 했다. 비티는 원래 생물학적으로 여성으로 태어났으며, 트레이시 래건디노라는 이름을 갖고 있었다. 그는 가슴 제거와 호르몬 시술과 같은 성전환 수술을 받았으나, 자궁과 같은 기관은 남아있기 때문에, 자궁적출로 불임인 부인을 위해, 두 차례 인공수정을 통한 임신 시술을 받았다.
인간의 남성은 자궁이 없으므로 자궁외임신이나 자궁 이식을 통한 임신이 가능할 수 있으나 윤리적인 문제가 있고, 건강상의 위험이 많이 있다.
그리스 신화에서는 아테나와 디오니소스가 각각 제우스의 이마와 허벅지에서 태어난 것으로 묘사된다. 남성 임신을 소재로 한 영화로는 《래빗 테스트》(Rabbit Test, 1978년)와 《쥬니어》(Junior, 1994년)가 있다.

## 같이 보기
- 자궁 이식
- 트랜스젠더 임신